# Robert W. Holley

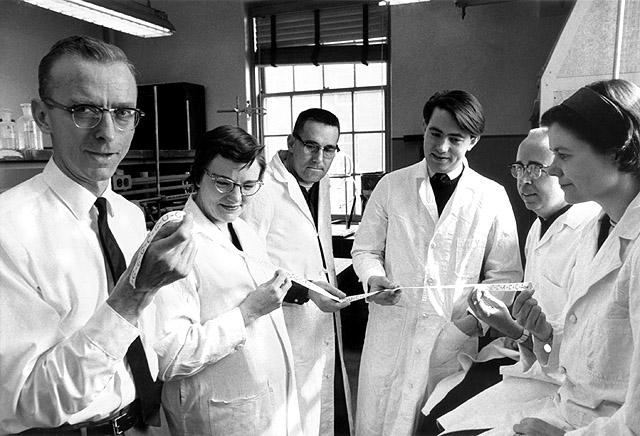
Robert W. Holley, ở bên trái cùng

Robert William Holley (28 tháng 1 năm 1922 - 11 tháng 2 năm 1993) là một nhà hóa sinh người Mỹ. Ông đã chia giải thưởng Nobel về sinh lý học hoặc y học năm 1968 (với Har Gobind Khorana và Marshall Warren Nirenberg) vì thành tựu mô tả cấu trúc RNA chuyển alanine, liên kết DNA và protein.
Holley sinh ra ở Urbana, Illinois và tốt nghiệp trường Trung học Urbana năm 1938. Ông tiếp tục học hóa học tại Đại học Illinois tại Urbana-Champaign, tốt nghiệp năm 1942 và bắt đầu học tiến sĩ về hóa học hữu cơ tại Đại học Cornell. Trong Thế chiến II, Holley đã dành hai năm làm việc dưới Giáo sư Vincent du Vigneaud tại Đại học Y Cornell, nơi ông tham gia vào quá trình tổng hợp hóa học đầu tiên của penicillin. Holley hoàn thành nghiên cứu tiến sĩ vào năm 1947.
Sau khi học cao học, Holley vẫn dữ quan hệ với Cornell. Ông trở thành trợ lý giáo sư hóa học hữu cơ vào năm 1948 và được bổ nhiệm làm giáo sư hóa sinh năm 1962. Ông bắt đầu nghiên cứu về RNA sau khi dành một năm nghỉ phép (1955-1956) với James F. Bonner tại Viện Công nghệ California.
Nghiên cứu của Holley về RNA tập trung đầu tiên vào việc phân lập RNA chuyển (tRNA), và sau đó là xác định trình tự và cấu trúc của alanine tRNA, phân tử kết hợp amino acid alanine vào protein. Nhóm các nhà nghiên cứu của Holley đã xác định cấu trúc của tRNA bằng cách sử dụng hai ribonuclease để phân tách phân tử tRNA thành từng mảnh. Mỗi enzyme phân tách phân tử tại các điểm vị trí cho các nucleotide cụ thể. Bằng một quá trình "đánh đố" cấu trúc của các mảnh được phân tách bởi hai loại enzyme khác nhau, sau đó so sánh các mảnh từ cả hai phân tách enzyme, cuối cùng nhóm nghiên cứu đã xác định toàn bộ cấu trúc của phân tử.
Cấu trúc được hoàn thành vào năm 1964, và là một khám phá quan trọng trong việc giải thích sự tổng hợp protein từ RNA thông tin. Nó cũng là trình tự nucleotide đầu tiên của axit ribonucleic từng được xác định. Holley đã được trao giải thưởng Nobel về sinh lý học hoặc y học năm 1968 cho khám phá này, và Har Gobind Khorana và Marshall W. Nirenberg cũng được trao giải năm đó vì những đóng góp cho sự hiểu biết về tổng hợp protein.
Sử dụng phương pháp của nhóm Holley, các nhà khoa học khác đã xác định cấu trúc của các tRNA còn lại. Một vài năm sau, phương pháp đã được sửa đổi để giúp theo dõi chuỗi nucleotide trong các loại vi khuẩn, thực vật và vi rút ở người.
Năm 1968, Holley trở thành một cư dân tại Viện nghiên cứu sinh học Salk ở La Jolla, California.